# Blastobasis inana
Blastobasis inana é uma espécie de mariposa do gênero Blastobasis pertencente à família Coleophoridae.